# Castrum maiense
Il Castrum maiense fu una fortificazione di epoca tardo romana edificata in cima alla collina di San Zeno (Zenoberg) alle pendici più basse del Küchelberg (monte San Benedetto), posizionata in un punto strategico che connette Val Passiria e Val d'Adige. Oggi al suo posto sorge il Castel San Zeno.
In epoca romana esisteva già un ufficio doganale conosciuto come statio maiensis, sito probabilmente sulla Via Claudia Augusta tra l'odierna Maia Alta e Tell. I reperti archeologici qui rinvenuti vanno dalla prima età del ferro alla prima metà del V secolo; essi mostrano l'esistenza di un castello (castrum) dalla prima metà del V secolo

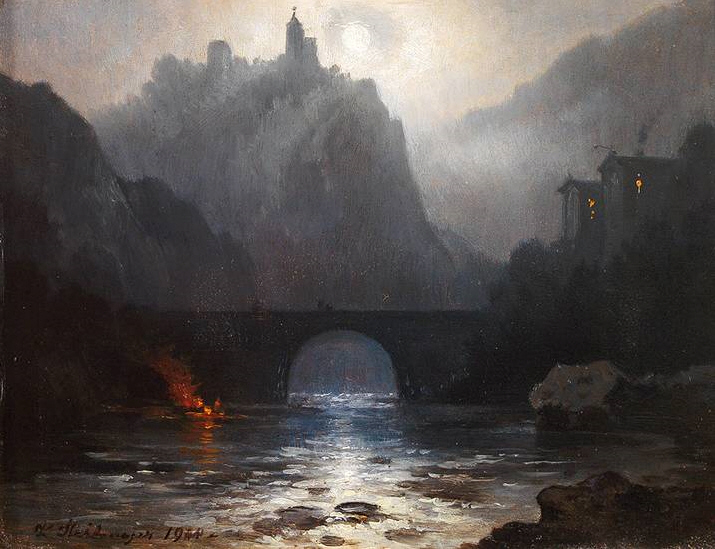
Castel San Zeno in un dipinto di Karl Heilmayer

Il termine castrum maiensis compare per la prima volta nella Vita Corbiniani, scritta dal vescovo Arbeo di Frisinga intorno al 770. Nel 717/18, Corbiniano visitò la tomba del missionario e vescovo itinerante Valentino, morto da eremita sul Monte San Zeno e lì sepolto nella cappella. La chiesa del “beato” Valentino (Valentini benedicti templa) è citata già nel 576 in un diario di viaggio di Venanzio Fortunato. Dalla seconda metà del VI secolo la chiesa all'interno del castrum conservava certamente i resti del santo patrono ed era probabilmente una nota meta di pellegrinaggio. Si tratta quindi di una delle più antiche chiese dedicate a un non martire (da cui il termine "Beato" o "Beato Confessore di Cristo"). Questa cappella, oggi non più esistente, si trovava probabilmente direttamente sopra le rupi che digradano verticalmente verso est sopra il Passirio.